# Ільїнське (Катайський район)
Ільї́нське (рос. Ильинское) — село у складі Катайського району Курганської області, Росія. Адміністративний центр Ільїнської сільської ради.
Населення — 1757 осіб (2010, 1786 у 2002).
Національний склад станом на 2002 рік: росіяни — 86 %.